# Nguyễn Văn Dành
Nguyễn Văn Dành (sinh ngày 1 tháng 1 năm 1966) là một doanh nhân và chính trị gia người Việt Nam. Ông hiện là đại biểu quốc hội Việt Nam khóa XIV nhiệm kì 2016-2021, thuộc đoàn đại biểu quốc hội tỉnh Bình Dương, Bí thư Thị ủy Tân Uyên, nguyên Giám đốc Sở Công Thương tỉnh Bình Dương, Ủy viên Ủy ban Mặt trận Tổ quốc tỉnh Bình Dương, Phó Chủ tịch Liên đoàn doanh nghiệp tỉnh Bình Dương, Ủy viên Ủy ban Tài chính, Ngân sách của Quốc hội. Ông lần đầu trúng cử đại biểu quốc hội năm 2016 ở đơn vị bầu cử số 3, tỉnh Bình Dương (gồm Bến Cát, Dầu Tiếng, Bàu Bàng, Phú Giáo, Bắc Tân Uyên) với tỉ lệ 65,90% số phiếu hợp lệ.

## Xuất thân
Nguyễn Văn Dành sinh ngày 1 tháng 1 năm 1966 quê quán ở xã Thới Hòa, huyện Bến Cát, tỉnh Bình Dương. 
Ông hiện cư trú ở Số 52/5, tổ 3, khu phố 1, phường Phú Hòa, thành phố Thủ Dầu Một, tỉnh Bình Dương.

## Giáo dục
- Giáo dục phổ thông: 12/12
- Trường Đại học Kinh tế Thành phố Hồ Chí Minh chuyên ngành Tài chính,
- Trường Đại học Luật Thành phố Hồ Chí Minh chuyên ngành Luật học
- Cao cấp lý luận chính trị - hành chính

## Sự nghiệp
Ông gia nhập Đảng Cộng sản Việt Nam vào ngày 6/1/1995.
Khi ứng cử đại biểu Quốc hội Việt Nam khóa 14 vào tháng 5 năm 2016 ông đang là Phó Bí thư Đảng ủy, Phó Chủ tịch Hội đồng thành viên, Phó Tổng giám đốc Tổng Công ty Đầu tư và Phát triển Công nghiệp - TNHH một thành viên (Becamex IDC), Ủy viên Ủy ban Mặt trận Tổ quốc tỉnh Bình Dương, Phó Chủ tịch Liên đoàn doanh nghiệp tỉnh Bình Dương, làm việc ở Tổng Công ty Đầu tư và Phát triển Công nghiệp - TNHH một thành viên (Becamex IDC).
Ông lần đầu trúng cử đại biểu quốc hội năm 2016 ở đơn vị bầu cử số 3, tỉnh Bình Dương (gồm Bến Cát, Dầu Tiếng, Bàu Bàng, Phú Giáo, Bắc Tân Uyên) với tỉ lệ 65,90% số phiếu hợp lệ.
Ông nguyên là Giám đốc Sở Công Thương tỉnh Bình Dương, Ủy viên Ủy ban Tài chính, Ngân sách của Quốc hội.
18 tháng 3 năm 2020, ông được điều động làm Bí thư Thị ủy Tân Uyên, Bình Dương.
Ông đang là Bí thư Thị ủy Tân Uyên.